# Olmo (dibujante)
Luis del Olmo Alonso (Bilbao, 24 de agosto de 1922-ibídem, 8 de septiembre de 2021), conocido por su nombre artístico Olmo, fue un dibujante, periodista y humorista español, conocido sobre todo por haber creado la serie de tiras cómicas Don Celes.

## Trayectoria profesional
"Olmo" comenzó su carrera periodística en La Gaceta del Norte, donde en 1945 se le encomendó crear una tira cómica del estilo de las publicadas en ese tiempo en Estados Unidos. Así presentó a su personaje Don Celes, que en 1969 pasaría a publicarse diariamente en la contraportada del diario El Correo Español-El Pueblo Vasco, donde trabajó hasta el día de su fallecimiento.
El número de tiras de Don Celes es incierto, aunque dado que se ha publicado prácticamente sin interrupción desde 1945, el autor lo estima en más de 15 000.
El nombre completo del personaje es Don Celes Carovius. Solo aparece otro personaje identificable en sus tiras: la mujer de Don Celes, Petronila Pilonga. Los nombres fueron creados por el entonces director de La Gaceta del Norte, Aureliano López Becerra.
"Olmo" también publicaba una columna diaria en El Correo llamada "De cuando en cuando".
En 2010 se le ha concedido el Premio Notario del Humor en la Universidad de Alicante y en 2012 recibió el galardón de "Ilustre de Bilbao".